# Riksväg 55
De Zweedse rijksweg 55 is gelegen is in de provincies Uppsala län, Södermanlands län en Östergötlands län. De weg is ongeveer 208 kilometer lang en verbindt Uppsala en Norrköping. Het verbindt de E4 bij Uppsala met de E4 bij Norrköping en kruist onderweg de E18 en E20.
De weg overbrugt het Mälarmeer tussen Enköping en Strängäs via de Hjulstabrug en de Strängnäsbrug. De overspanning van beide bruggen bedraagt ongeveer 1 kilometer en tussen de bruggen liggen het grotere Tosterön bij Strängnäs en het kleinere Märsön bij Enköping.

## Plaatsen langs de weg
- Uppsala
- Ramstalund
- Örsundsbro
- Skolsta
- Enköping
- Strängnäs
- Merlänna
- Malmköping
- Flen
- Sköldinge
- Valla
- Katrineholm
- Strångsjö
- Simonstorp
- Åby
- Norrköping

## Knooppunten
- E4 en Länsväg 288 bij Uppsala (begin)
- Länsväg 272 bij Uppsala
- Riksväg 72 bij Uppsala
- Länsväg 263
- E18: start gezamenlijk tracé bij Enköping
- Riksväg 70 bij Enköping
- E18: einde gezamenlijk tracé bij Enköping
- E20: gezamenlijk tracé bij Strängnäs
- Riksväg 53: gezamenlijk tracé van een kilometer bij Malmköping
- Riksväg 57: start gezamenlijk tracé bij Flen
- Länsväg 221 bij Flen
- Riksväg 57: einde gezamenlijk tracé, Riksväg 56: start gezamenlijk tracé, bij Katrineholm
- Riksväg 52 bij Katrineholm
- E4 bij Norrköping
- Riksväg 51 bij Norrköping
- Riksväg 56: einde gezamenlijk tracé bij Norrköping

Europese wegen:
E4 · E6 · E10 · E12 · E14 · E16 · E18 · E20 · E22 · E45 · E65
Riksvägar:
9 · 11 · 13 · 15 · 17 · 19 · 21 · 23 · 24 · 25 · 26 · 27 · 28 · 29 · 30 · 31 · 32 · 34 · 35 · 37 · 40 · 41 · 42 · 44 · 46 · 47 · 49 · 50 · 51 · 52 · 53 · 55 · 56 · 57 · 61 · 62 · 63 · 66 · 68 · 69 · 70 · 72 · 73 · 75 · 76 · 77 · 83 · 84 · 86 · 87 · 90 · 92 · 94 · 95 · 97 · 98 · 99